# Akansjön

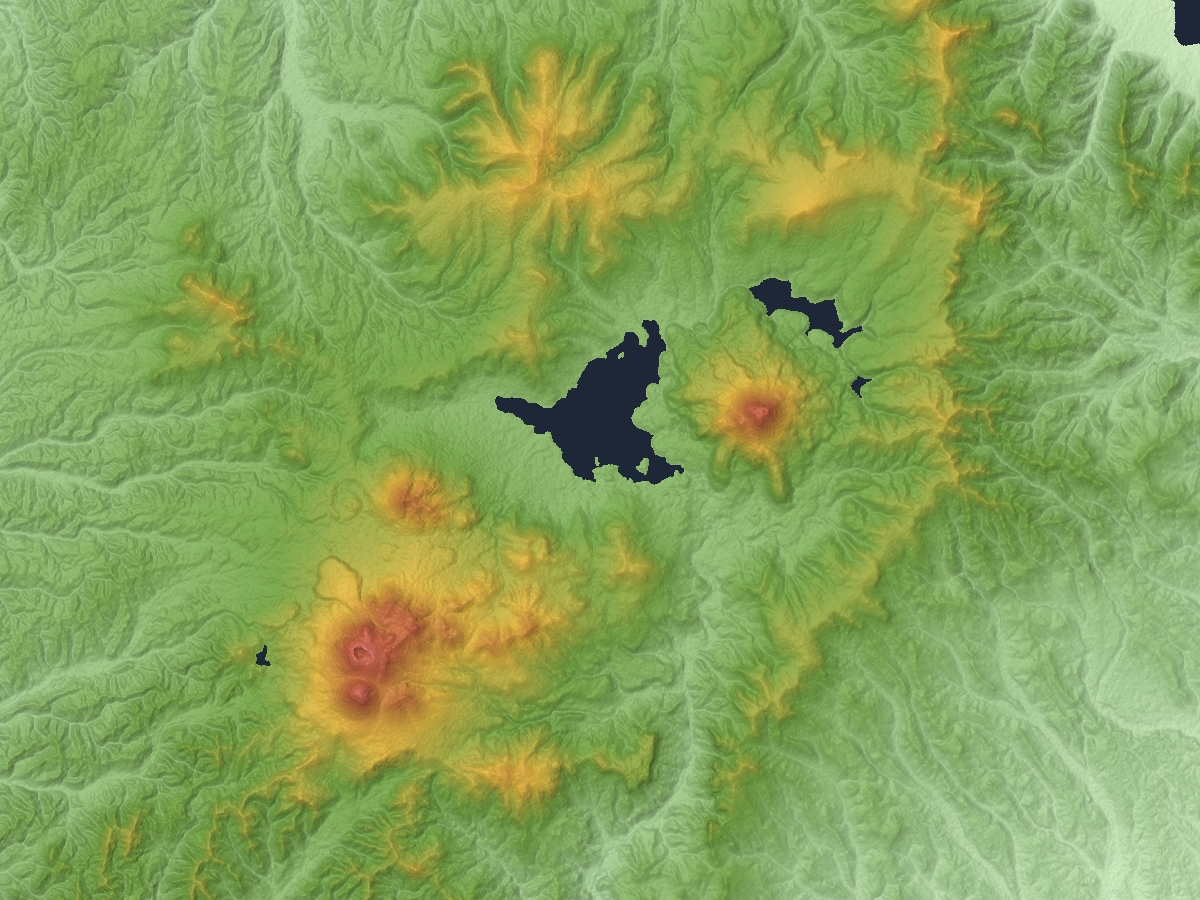
Akans Kaldera
Akansjön (centrum)
Berget Meakan (längst bort till vänster)
Berget Oakan (centrum till höger)

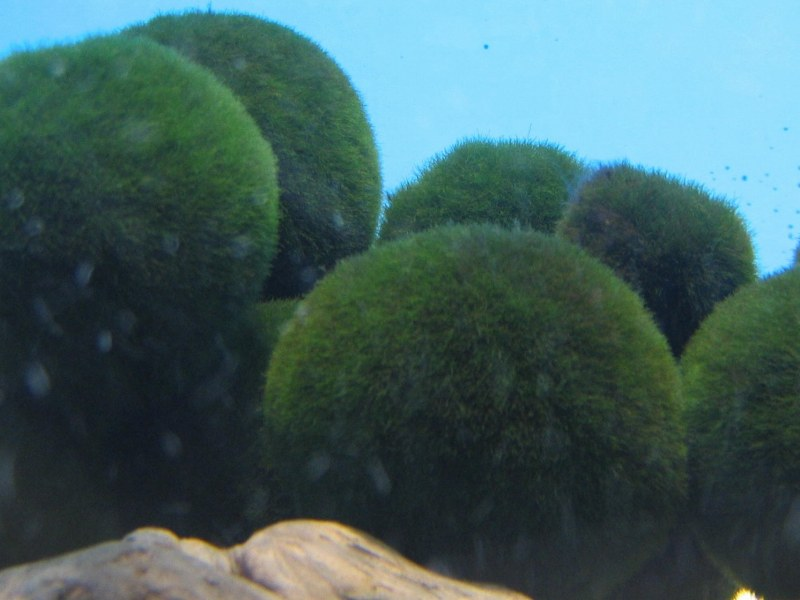
Marimo i Akansjön

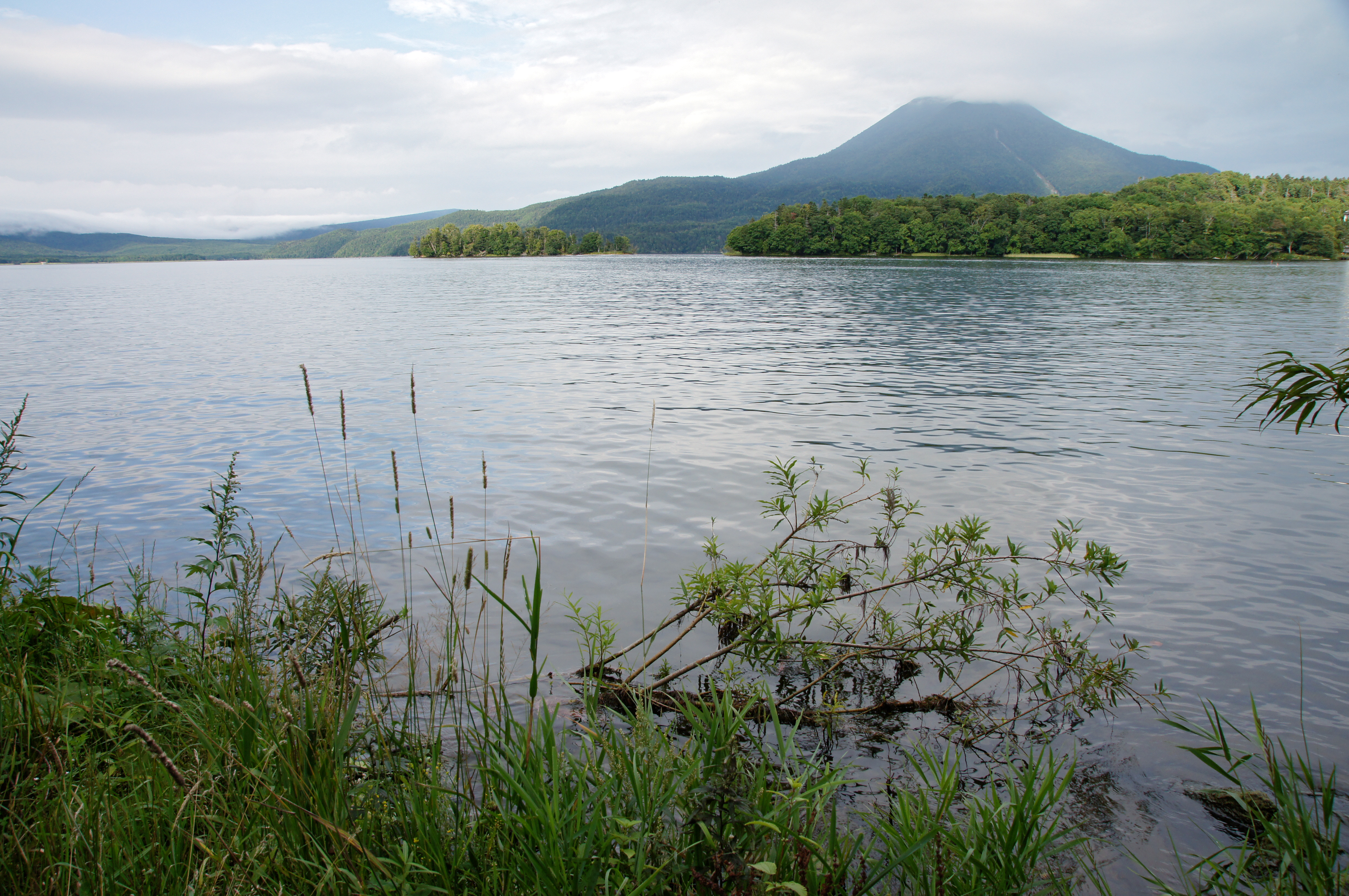
Akansjön och Mount Oakan

Akansjön (japanska: 阿寒湖 - Akan-ko) är en insjö som tillhör staden Kushiro på Hokkaidō i Japan. Sjön ligger innanför gränserna till Akan-Mashū nationalpark, och ett skyddsvärt våtmarksområde under Ramsarkonventionen som upprättades 2005.
Akansjön uppstod för cirka 6 000 år sedan i ett vulkaniskt skeende, och ligger nu i en kaldera mellan två aktiva vulkaner, Meakan-dake och Oakan-dake.
Flera sällsynta arter av sötvattensalger har observerats i sjön. Särskilt känd är marimo (Aegagropila linnaei), en alg som kan bilda kolonier av algkulor som består av tättpackade algtrådar. Sjön är också ett viktigt habitat för de största arterna av sötvattenfisk i Japan, bland andra laxfisken Hucho perryi och Oncorhynchus nerka (rödlax). Dessutom finns 65 fågelarter och 24 arter av däggdjur, till exempel brunbjörn och sikahjort (Cervus nippon yesoensis), som alla är beroende av insjöns ekosystem.
Sjön omges av en blandning av löv- och barrskog, som jezogran (Picea jezoensis), sakhalinfura (Abies sachalinensis) och japansk ek.
Vid sjöns södra strand ligger rekreationsorten Akanko onsen. Där finns Japans största bosättning för ainufolket, med en gammal kultur som är skild från den japanska. Vid denna del av sjön kan man också se marimo, den berömda algen som bildar gröna bollar.
Sjön utnyttjas för framställning av elektricitet, samt för fiske, akvakultur och båtliv.
Akansjön är bland de mest kända insjöarna i Japan, och varje år kommer 1,5 miljoner besökande för att lära om sjöns historia och tillståndet för fiskarna och algkulorna. Vid sjön finns ett ekomuseum och ett utställningscenter för marimo.